# Бакленд (река)
Бакленд (англ. Buckland River, инупиак: Kaniq) — река на северо-западе штата Аляска, США. Длина реки составляет 108 км. Течёт главным образом в северо-западном направлении и впадает в Чукотское море в 64 км к юго-западу от города Селавик, на территории боро Нортуэст-Арктик.
Британский морской офицер Фредерик Уильям Бичи в 1826 году назвал реку «Бакленд» в честь профессора геологии Оксфордского университета, доктора Бакленда. В XIX веке была также распространена русская транслитерация инуитского названия — Kanyk. Название реки на языке коюкон — Kotsokhotana.